# Umbra
Umbra je pigment koji sadrži od 45 do 70% Fe2O3 (željezov oksid) i sa znatnim udjelom manganovog dioksida (od 5 do 20%). Sirova umbra s poznatih nalazišta na Cipru i u Italiji zelenkastosmeđe je boje, a žarenjem prelazi u tamnosmeđu. Vrlo je postojana i dobre pokrivne moći. 

## Anorganski obojeni pigmenti
Do danas je poznato više stotina različitih anorganskih obojenih pigmenata koji se međusobno razlikuju prema boji i drugim svojstvima. Prema kemijskom sastavu, kako se obično pigmenti opisuju, razlikuju se četiri glavne grupe pigmenata: oksidni pigmenti, sulfidni i selenidni pigmenti, kromatni pigmenti i cijanidni pigmenti. S obzirom na boju anorganski se pigmenti, izuzevši bijele i crne, mogu ubrojiti u crvene, smeđe, narančaste, žute, zelene i plave pigmente. Boja i kemijski sastav nisu izravno povezani. Tako na primjer, crvenu boju daju, između ostalih, željezni oksid i kadmijev sulfoselenid, dok različiti oksidi, čak istog metala, željeza, mogu biti crveni, smeđi, narančasti, žuti ili crni, uključujući i prijelazne tonove među tim bojama. 

### Oksidni pigmenti
U oksidne pigmente ubrajaju se jednostavni oksidi i hidratizirani oksidi željeza i kroma, te mješoviti pigmenti spinelne ili rutilne strukture. Skupina oksidnih pigmenata vrlo je cijenjena zbog svoje svjetlostalnosti, dobre moći pokrivanja, inertnosti i otpornosti prema otapalima i kemikalijama, te postojanosti na temperature i do 500 °C (osim nekih oksida željeza). Osim tih svojstava, oksidni su pigmenti pogodni i zbog svoje niske cijene.

### Prirodni oksidi željeza
Prirodni oksidi željeza rasprostranjeni su u željeznim rudama širom svijeta, ali je relativno malo ruda dovoljno čisto da bi se isplatilo njihovo iskorištavanje u proizvodnji pigmenata. Oksidni prirodni pigmenti željeza obično se nazivaju prema nalazištima rude. Poznati su španjolski crveni, perzijski crveni, sijena žuti pigmenti i tako dalje. S obzirom na kemijski sastav prirodni oksidni pigmenti željeza sadrže, uz mnoge primjese, određene kemijske spojeve željeza: željezo(III) oksid (α Fe2O3) u crvenim pigmentima, odnosno hidratizirani željezo(III) oksid, getit (α FeOOH) u žutim pigmentima. Prvi se spoj susreće u željeznoj rudi hematitu, a drugi u rudi limonitu. Da bi se iz ruda proizveo pigment, podvrgavaju se one postupcima koji ovise o sastavu rude i o primjesama koje treba ukloniti. Ruda se usitnjuje, primjese se po mogućnosti što bolje odstrane, zatim se proizvod suši, ponekad kalcinira, i melje. Sušenje i kalciniranje osjetljivi su postupci jer se gubitkom vode, što se tom prilikom događa, može promijeniti nijansa pigmenta. Zbog toga su trajanje i temperatura sušenja i žarenja veoma važni i treba ih pažljivo kontrolirati. 
Poznati prirodni oksidni pigmenti željeza jesu željezno crvenilo, oker i umbra.

## Slike
| |                                                                             | | |
| Limonit, ili hidratizirani željezni oksid, osnovni je sastojak zemljanih pigmenata oker, sijena i umbra. | Prisutnost velike količine mangana čini umbru tamnijom od okera ili sijene. | Mljekarica J. Vermeera (1650.), koji je koristio umbru za sjene na pocrnjenim zidovima, budući da su bile toplije od onih izrađenih crnom bojom. | Autoportret Rembrandta (1659.), koji je pomoću umbre stvorio svoje bogate i složene smeđe boje, kao podlogu, i kako bi ubrzao sušenje svojih slika. |